# Lewis Watson (1er baron Rockingham)
Lewis Watson, 1er baron Rockingham (14 juillet 1584 - 5 janvier 1653) est un propriétaire terrien et homme politique anglais qui siège à la Chambre des communes de 1621 à 1624.

## Biographie

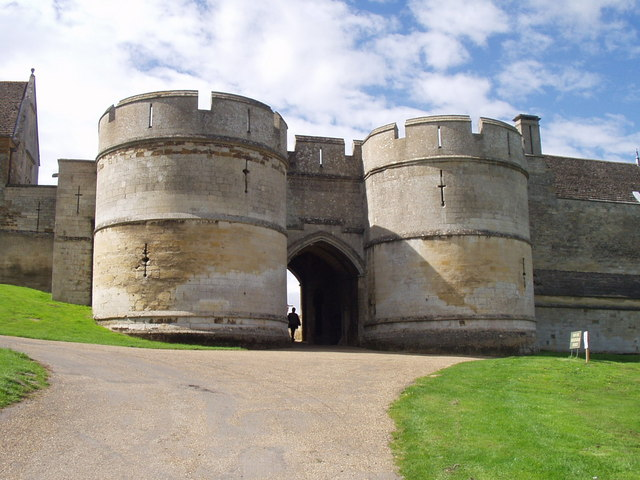
Château de Rockingham, Northamptonshire, siège de la famille Watson

Watson est le fils de Edward Watson du Château de Rockingham et de sa femme, Anne Digby, fille de Kenelm Digby de Stoke Dry, Rutland. Il est baptisé à Rockingham le 14 juillet 1584. Il s'inscrit au Magdalen College d'Oxford le 24 mai 1590. Le 19 août 1608, il est fait chevalier à Grafton. Il hérite du château de Rockingham, qui est loué à la couronne, à la mort de son père le 4 mars 1616 et acquiert plus tard les droits de propriété du château et de ses terres de la couronne.
En 1621, Watson est élu député de Lincoln. Il est créé baronnet le 23 juin 1621. En 1624, il est réélu député de Lincoln. Il est shérif du Northamptonshire de 1632 à 1633. En 1633, il acquiert de la famille Brocas le titre de maître « héréditaire » des Buckhounds qui est une sergenterie associée au manoir de Little Weldon. En 1638, il devient verderer de Rockingham et Brigstock.
De 1621 à 1645, lorsqu'il reçoit sa pairie, il est connu sous le nom de Lewis Watson, 1er baronnet. Il soutient la cause royaliste dans la guerre civile anglaise et en conséquence est créé baron Rockingham de Northampton le 29 janvier 1645.
Watson épouse, en 1609, Catherine Bertie, fille de Robert Bertie, Lord Willoughby d'Eresby et de sa femme Mary de Vere (en). Elle meurt en couches le 15 février 1610 et est enterrée à Spilsby, Lincolnshire. Il se remarie le 3 octobre 1620, à Eleanor Manners, fille de George Manners, de Haddon Hall, Derbyshire et son épouse, Grace Pierrepont, fille d'Henry Pierrepont. Il est remplacé comme baron par son fils Edward.